# Ежаковка

Ежаковка (укр. Їжаківка) — село,
Ковалевский сельский совет,
Полтавский район,
Полтавская область,
Украина.
Код КОАТУУ — 5324081909. Население по переписи 2001 года составляло 22 человека.

## Географическое положение
Село Ежаковка находится на левом берегу реки Коломак,
выше по течению на расстоянии в 4,5 км расположено село Коломацкое,
ниже по течению на расстоянии в 1 км расположено село Грабиновка,
на противоположном берегу — село Ковалевка.
Рядом проходит автомобильная дорога М-03 (Р-11).